# Cardium (schip, 1982)
De Cardium (Kokkel) was een werkschip dat werd ingezet bij de bouw van de Oosterscheldekering in de provincie Zeeland. Het bestond uit een ponton met een constructie die speciaal was ontwikkeld voor het leggen van funderingsmatten in de Oosterschelde.

## Het ponton
De Cardium is een rechthoekig ponton van 50x82 m. Aan de voorkant bevindt zich een baggerinstallatie. Onderaan een enkele baggerladder zit een lange dwarsbalk, die de zuigkoppen draagt. Aan de ene kant van de dwarsbalk zitten twee zogenaamde dustpankoppen, met de vorm van een stofzuigermond. Elke mond is 22 m breed. Over een breedte van 44 m kan met dit apparaat een zeer vlak zandbed worden gezogen, terwijl de grond onmiddellijk onder de oppervlaktelaag niet geroerd wordt, en er ook niet veel mors overblijft. Voor deze uitzonderlijke baggerprestatie heeft de Cardium een tamelijk groot zuigvermogen nodig (7000kW), terwijl de zandproductie op zich laag is. Het gaat hier echter vooral om de kwaliteit van het werk.
De bouw had nogal wat voeten in de aarde, de offertes van een aantal Nederlandse werven lag meer dan 80% boven de raming. Onderhandelingen met de werven leverde geen oplossing, waarop het schip met aanzienlijk tijdverlies in gedeelten is aanbesteed. Het casco is daardoor bij Howaldts Werke in Kiel gebouwd, dit tot groot ongenoegen van de Nederlandse werven. De baggerinstallatie, de ophanging van de mattenrol, de motoren, lieren en kranen zijn vervaardigd bij verschillende Nederlandse bedrijven; de opbouw is in Kiel gedaan. De gehele opdracht was 92 miljoen gulden, de opdracht voor Howaldtswerke was 17 miljoen gulden.

## Werking van het systeem

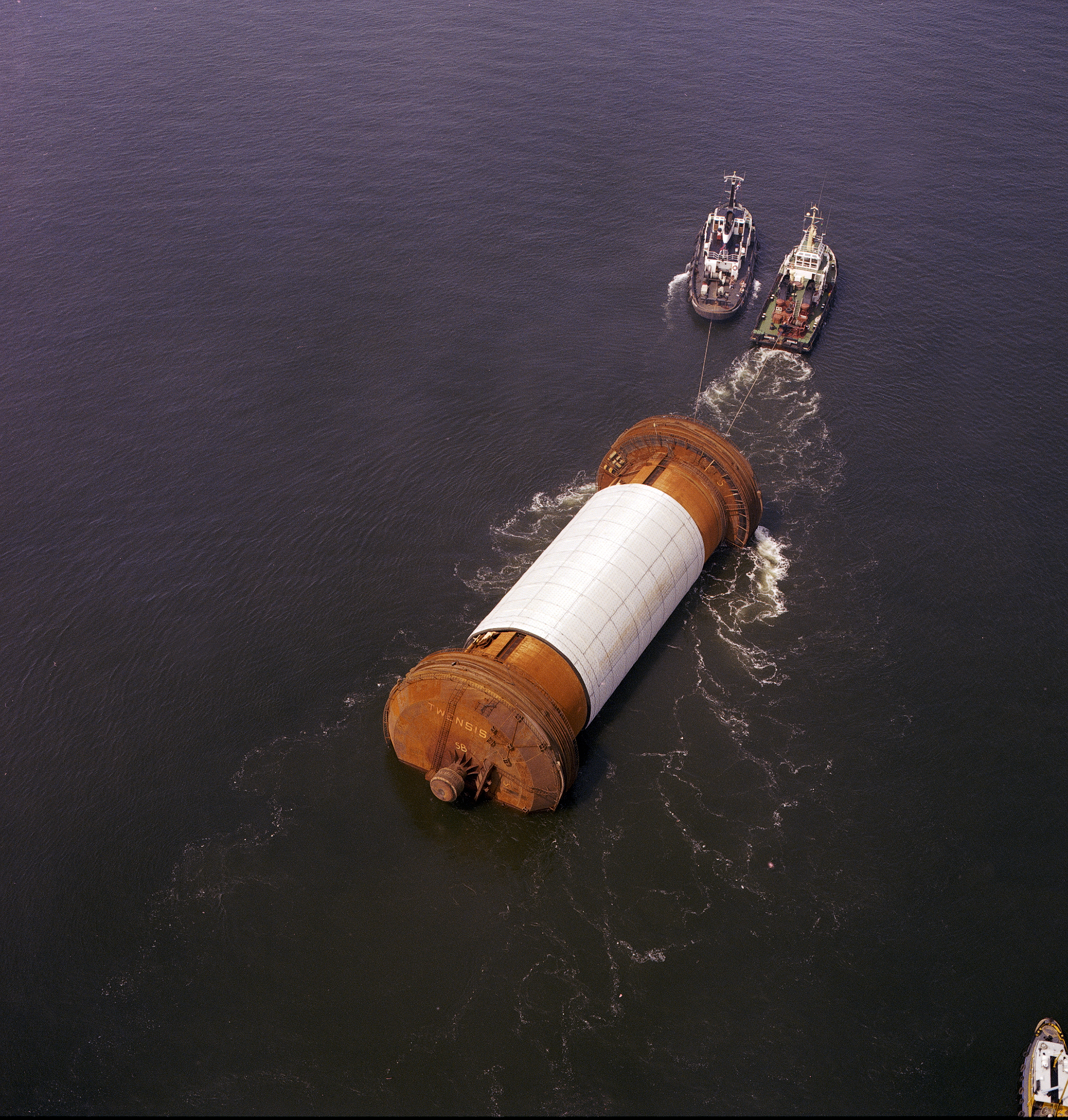
Rol voor transport van bodembeschermingsmatten

De Cardum is gemaakt voor het afrollen van rollen met blokkenmatten, de Ensis., de Twensis, de Donax en de Sepia. Tegelijkertijd kon de zandlaag onder de te plaatsen mat verwijderd worden. In een fabriek aan de wal (bij Kats werd een blokkenmat (of een zand- of grindmat) gemaakt. Deze mat werd op een van de rollen opgerold en vervolgens naar de Cardium gesleept en verbonden. De matten konden een lengte van 200 m hebben en een breedte van 42 m. De Cardium rolde dan langzaam de mat af, en zoog gelijktijdig het overtollig zand op de plek waar de mat moest komen weg. Op deze wijze kon de mat precies op de goede hoogte geplaatst worden. Op sommige plaatsen moesten matten over elkaar heen gelegd worden, en dan mocht er geen zand tussen de matten komen. Ook op die plaatsen zorgde de Cardium ervoor dat het zand dat zich in de tussentijd afgezet had, verwijderd werd (soms werden afzettingen van 30 cm gemeten).

## Matten
Onder de fundering van de pijlers van de Oosterscheldekering moet om uitspoeling tegen te gaan een filterlaag aangebracht worden. Normaal bestaat zo'n filter uit een aantal lagen zand en grind, met (van beneden naar boven) een steeds grovere gradering. Om te kunnen functioneren kunnen deze lagen dun zijn (orde 10 cm), maar zulke dunne lagen zijn op grote diepte niet te storten met normale stortschepen. De minimale dikte wordt dan snel een meter. Om dit op te lossen is een zandmat verzonnen. Dit is een mat die in een fabriek (in Kats) gemaakt werd met dunne laagjes zand en grind met daartussen een geotextiel. Het geheel wordt door pennen bij elkaar gehouden, en de mat wordt als geheel door de Cardium op zijn plaats gelegd. (opm.: Men had ook een filter uitsluitend uit geotextielen kunnen toepassen, maar rond 1980 was er niet voldoende zekerheid m.b.t. duurzaamheid van geotextiel; de constructie moest een gegarandeerde levensduur van 200 jaar hebben. Bij de gekozen oplossing met een zandmat was het geotextiel alleen maar "verpakking" en mocht dus binnen die 200 jaar vergaan).
De top van het filter moet beschermd worden met zwaarder materiaal. Dat kan los gestorte breuksteen zijn, maar om de lagen dunner te houden is ook hier gekozen voor een mat van aan elkaar geschakelde betonblokken, de blokkenmat. Deze blokkenmatten werden ook geprefabriceerd in de fabriek in Kats en uitgerold door de Cardium
Omdat de pijlers zeer nauwkeurig op hoogte gesteld moesten worden werd er tussen de top van de filtermatten en de pijlers ook nog een tegelmat geplaatst. De dikte van de tegels varieerde van plaats tot plaats en werd bepaald na zeer zorgvuldige meting van de diepteligging van de geplaatste filtermatten. Deze matten werden dus "op maat" gemaakt voor iedere pijler. Ze werden daarna door de Cardium geplaatst.